# Кушелеука
Кушелеука (рум. Cușelăuca) — село у Шолданештському районі Молдови. Входить до складу комуни, адміністративним центром якої є село Котюженій-Марі.

## Населення
За даними перепису населення 2004 року у селі проживали 80 осіб.
Національний склад населення села:
| Національність   | Кількість осіб | Відсоток   |
| ---------------- | -------------- | ---------- |
| молдавани румуни | 75 1           | 93,8% 1,3% |
| українці         | 2              | 2,5%       |
| росіяни          | 2              | 2,5%       |
| Всього           | 80             | 100%       |